# 알부민뇨
알부민뇨(영어: albuminuria) 또는 알부민뇨증은 알부민이 신장에서 걸러지지 않고 소변을 통해 체외로 배출되는 것이다. 단백뇨의 일종이다.

## 같이 보기
- 단백뇨